# El último desembarco de Carlos V
El último desembarco de Carlos V es una conmemoración y recreación histórica que tiene lugar cada tercer fin de semana de septiembre en Laredo (Cantabria, España). Es una fiesta local con mucho aire cultural y medieval celebrada de viernes a domingo.

## Historia
Esta fiesta está basada en el último desembarco que realizó el Emperador Carlos I de España en la playa de la Salvé del municipio cántabro de Laredo (el 28 de septiembre de 1556), ya que con este desembarco puso rumbo a Cáceres, concretamente al Monasterio de Yuste, donde pasó sus últimos años de vida.
Aunque la fiesta se celebre desde el año 2000 como motivo del quinto centenario del nacimiento del Emperador, cada año viste a la villa con un aire medieval situado hacia el año 1556. Las calles, las fachadas, los bares, los balcones e incluso gran parte de los laredanos se visten acorde a la moda de aquella época evocando el esplendor del que era uno de los principales puertos de Castilla. La fiesta consta de un mercadillo renacentista ubicado en el centro de la villa, una zona de ocio en la alameda principal en la cual hay juegos de madera para los más pequeños, un desfile, un torneo de época protagonizado por cuatro caballeros en la playa y la representación del desembarco acompañado de fuegos artificiales.

## Representación del desembarco
Esta primera parte de la fiesta es realizada en un palenque que se construye en la playa Salvé a partir de cuatro gradas (unas enfrente de otras) con un escenario entre dos de ellas en el cual se sentará el Emperador cuando desembarque acompañado de sus dos hermanas. Las gradas están abiertas al público y cada una tiene un color (blanco, negro, rojo/verde o azul). En el extremo más próximo al agua se coloca una figura de un barco y un escenario delante de ella para conseguir que el desembarco sea más realista.
Para que la espera al Emperador sea un poco más amena hay un desfile organizado que recorre todo el mercado renacentista y parte de las calles más importantes y centrales de Laredo hasta llegar a la playa. Dicho desfile está compuesto por cabezudos, acróbatas, ocas, aves rapaces y gente disfrazada. Cuando dicho desfile llega a la playa comienza el espectáculo con la demostración de la obediencia que tiene el grupo de ocas. El cuidador lleva a todas las ocas reunidas (como si de un rebaño de ovejas se tratase) por dentro del palenque demostrándole a la gente sentada en las gradas lo inteligentes que pueden llegar a ser estos animales. Tras esto hay un espectáculo de aves rapaces en el que los dueños de éstas demuestran lo desarrollados que tienen los sentidos estos seres vivos (como el oído o el olfato). A continuación el desfile llega a la playa y hay un teatro de la mano de los cabezudos y acróbatas en medio del palenque.
Cuando llega la hora (normalmente a las 21 h) el Emperador Carlos V desembarca en la playa acompañado de la guardia real y sube a un pequeño montículo de arena en mitad del pabellón donde recita un discurso dando gracias a la playa y la gente de Laredo por haberle acogido en sus tierras. Finalmente el Emperador va acompañado de sus hermanas hasta el escenario donde se sientan los tres a disfrutar de un espectáculo de fuegos artificiales ubicado en la zona del barco.

### El torneo de época
Al día siguiente del desembarco (sábado) el Emperador y sus hermanas vuelven a la playa por la noche acompañados de la guardia real y del desfile con las gentes de Laredo y vuelven a sentarse en el escenario para poder contemplar bien un torneo de época protagonizado por cuatro caballeros acompañados de sus caballos y fieles escuderos. Cada caballo, caballero y escudero pertenecen a un color (blanco, rojo/verde, azul y negro) y cada grada también, por lo tanto las personas de cada grada pertenecen a un caballero u otro y su misión es animar lo más posible a su color. Dentro de los caballeros hay uno "malo" que es el negro, quien da más juego a las pruebas.
Antes de comenzar el torneo los caballeros deben ir montando a sus caballos y acompañados del escudero hasta situarse frente al escenario y presentarse a su Emperador con todos los respetos. Tras esto, el Emperador dicta las pruebas que quiere que hagan (fuerza, puntería y agilidad) y después, el caballero ganador deberá desafiar a otro caballero a un combate a muerte. El ganador de las pruebas y el caballero seleccionado deben pedirle una prenda a alguien de su grada para que les de suerte y acto seguido comienzan a luchar. Solo puede quedar uno en pie.

### El mercadillo renacentista
Dicho mercado está ubicado en una de las calles más centrales de Laredo (últimamente la conocida como Calle del Paseo) y consta de una gran cantidad de puestos decorados de manera medieval. Los más destacados son aquellos de gastronomía, olores, hierbas medicinales y juguetes de madera.
Dentro del mercado siempre hay música renacentista y múltiples animaciones de mano de acróbatas que se pasan el día desfilando entre la gente que va a comprar.

### La zona de ocio
En la alameda Miramar se reúne un conjunto de juegos infantiles gratuitos como una noria de madera y un barco vikingo en miniatura además de los típicos espacios para que los niños jueguen con sus espadas de madera como si fuesen los verdaderos caballeros. En dicha alameda también hay tres camellos, un conjunto de burros y ponis para que los niños puedan subirse (pagando) y dar una vuelta por la alameda acompañados de los amos de estos animales. Por último, la alameda también consta de unas casetas de colores (una para cada caballero) que los niños pueden visitar.

### El desfile
Como se ha dicho anteriormente, esta fiesta consta de dos desfiles que hacen la misma ruta. Ambos salen desde el mercadillo renacentista y llegan hasta la playa siguiendo la calle paralela a la alameda Miramar. Los dos están compuestos por la gente del pueblo disfrazada, acróbatas, cabezudos y animales, solo que en el segundo el Emperador, sus hermanas y la guardia real se unen.